# かいつぶり (村上春樹)
『かいつぶり』は、村上春樹の短編小説。

## 概要
| 初出     | 『トレフル』1981年9月号                 |
| 収録書籍 | 『カンガルー日和』（平凡社、1983年9月） |

1991年1月刊行の『村上春樹全作品 1979〜1989』第5巻（講談社）に収録される際、大幅に加筆修正がなされた。

### 英訳
| タイトル | Dabchick                                                    |
| 翻訳     | ジェイ・ルービン                                            |
| 初出     | 『McSweeney's』2000年晩冬号                                 |
| 収録書籍 | 『Blind Willow, Sleeping Woman』（クノップフ社、2006年7月） |

## あらすじ
200メートルか300メートル、いや1キロは歩いたかもしれない。コンクリート造りの狭い階段を下りた先の長い廊下を「僕」はひたすら歩き続けた。突然T字路につきあたった。今日はやっとみつけたうまい仕事の最初の出社日である。この仕事は楽だし、給料は目玉が飛び出るほど良い。ともかく葉書に書いてあるとおりドアを見つけるしかない。十円玉を放り上げ、表が出ると右側の廊下を進んだ。
なんとかドアに辿り着き、ノックをすると中から一人の男が姿を現した。男は合言葉が必要だと言う。それがないと誰も通すことができない。
ヒントをもらえないかと頼むと、男は「それは禁じられてるんだ」と言った。しかししばらく迷ってから、小さい声で「僕」にヒントを耳打ちした。

## 映像化
2022年に、本作と「かえるくん、東京を救う」「バースデイ・ガール」「ねじまき鳥と火曜日の女たち」「UFOが釧路に降りる」「めくらやなぎと眠る女」を翻案したカナダ・フランス・ルクセンブルク・オランダの国際共同制作のアニメ映画『めくらやなぎと眠る女（原題：Saules Aveugles, Femme Endormie）』が制作された。